# 亞瓦爾科查湖 (瓦凱班巴區)
亞瓦爾科查湖（Yawarqucha），是秘魯的湖泊，位於該國中部瓦努科大區，由瓦凱班巴省的瓦凱班巴區負責管轄，該湖泊處於馬馬科查湖東南面。